# Бонштеттен (Баварія)
Бонштеттен (нім. Bonstetten) — громада в Німеччині, знаходиться в землі Баварія. Підпорядковується адміністративному округу Швабія. Входить до складу району Аугсбург. Складова частина об'єднання громад Вельден.
Площа — 6,71 км2. Населення становить 1530 ос. (станом на 31 грудня 2020).